# BRANE
BRANE (sigloide proveniente de las palabras inglesas Bombing Radar Navigation Equipment, literalmente “Equipo de navegación y bombardeo por radar”, como un juego de palabras que era pronunciado como /breın/, de una manera idéntica a la propia palabra anglosajona brain o “cerebro”) fue un sistema de cómputo aerotransportado diseñado y construido por parte de la empresa estadounidense International Business Machines (IBM) en la década de 1950, durante el transcurso de la etapa inicial o temprana de la históricamente denominada Guerra Fría.
BRANE fue desarrollado a partir de la firma de un contrato al respecto con la Fuerza Aérea de los Estados Unidos (USAF) para el entonces nuevo bombardero estratégico nuclear Boeing B-52 Stratofortress.
En un tiempo en el que las primeras computadoras aún eran tan grandes que incluso tendían a ocupar una habitación entera (como los históricamente denominados mainframes), para construir un ordenador que pudiese caber y funcionar dentro de un avión, algunos ingenieros de la empresa de informática estadounidense IBM lograron terminar solucionando los problemas relacionados al tamaño, al peso, a la confiabilidad y al mantenimiento usando un diseño modular, lo cual incluía partes que podían ser ubicadas donde hubiese el espacio disponible y con componentes que también pudiesen ser reemplazados en pleno vuelo cuando los mismos presentasen algún tipo de falla en particular.
Por otra parte, la propia compañía IBM terminó construyendo una entonces nueva instalación en la localidad neoyorquina de Owego con el propósito de poder orientar su respectiva capacidad de producción.